# Coenocorypha chathamica
Coenocorypha chathamica je vyhynulý druh bekasiny z rodu Coenocorypha, který byl endemický pro Chathamské ostrovy.  
Druh formálně popsal skotský přírodovědec Henry Ogg Forbes v roce 1893 jako Gallinago chathamica. Forbes ve svém popisu o tomto opeřenci prozradil jen to, že kosterní pozůstatky ptáka nalezl v roce 1892 na Chathamských ostrovech, a že pták byl mnohem větší než bekasina chathamská (Coenocorypha pusilla) se zobákem dlouhým 3 palce. Délka ptáka se odhaduje na 23 cm, váha na 110 g.
Po Forbesově nálezu byla nalezena řada dalších kosterních pozůstatků Coenocorypha chathamica. O životě této poněkud záhadné bekasiny se však prakticky nic neví. Populace tohoto ptáka patrně utrpěla těžkou ránu po introdukci krys ostrovních na Chathamské ostrovy ve 14. století. Tzv. hřebíkem do rakve pak byla introdukce koček domácích, které na ostrovech rychle zdivočely a rozšířily se i na menší ostrůvky Chathamského souostroví, kde by vyhladily poslední zbytkové populace druhu. Bekasina Coenocorypha chathamica vyhynula na Chathamském ostrově následkem predace krys ostrovních snad někdy mezi lety 1500–1800, na Pittově ostrově kvůli predaci kočkami domácími někdy v 19. století. Jistota v těchto datech nicméně nepanuje.
Za zmínku stojí hned dvě skutečnosti. Ta první je ta, že sympatrická bekasina chathamská přežila do dnešních dní, což by mohlo znamenat, že Coenocorypha chathamica byla v něčem fundamentálně odlišná – mohlo se jednat o nelétavého ptáka nebo o ptáka s mnohem nižší schopností obnovy populace. Druhá nezvyklá skutečnost je ta, že bekasina C. chathamica spolu s bekasinou chathamskou představují jediný známý případ koexistence dvou druhů bekasin v širokém okolí (např. z mnohem větší novozélandské pevniny je známý jen jeden druh bekasiny).